# Bloodstream
Bloodstream è un brano musicale del cantautore britannico Ed Sheeran, settima traccia del secondo album in studio X, pubblicato il 23 giugno 2014 dalla Asylum Records.

## Descrizione
Il brano è stato prodotto da Rick Rubin e composto da Sheeran stesso insieme ai Rudimental e a Gary Lightbody e Johnny McDaid degli Snow Patrol. Il testo riguarda l'esperienza di Sheeran dopo aver assunto MDMA durante un matrimonio a Ibiza: il cantautore ha spiegato che, durante questa esperienza, si era «innamorato di un pouf» e che «sentiva ansia, sentiva amore, sentiva calore [e si] sentiva un po' strano».
Bloodstream è stato reso disponibile per l'ascolto da Sheeran il 17 giugno 2014 attraverso il proprio sito ufficiale, per poi essere stato eseguito dal vivo dieci giorni più tardi insieme ai Rudimental durante l'esibizione di questi ultimi al Festival di Glastonbury.

## Formazione
Musicisti
- Ed Sheeran – voce, chitarra
- Adam MacDougall – tastiera
- Johnny McDaid – tastiera
- Jason Lader – tastiera
- Eric Lynn – tastiera
- Chris Dave – batteria
- Lenny Castro – percussioni
- Luis Conte – percussioni

Produzione
- Rick Rubin – produzione
- Jason Lader – registrazione
- Dave Hanych – coordinazione alla produzione
- Ricardo Kim – assistenza alla produzione
- Johnnie Burik – assistenza alla produzione
- Sean Oakley – registrazione aggiuntiva, assistenza alla registrazione, montaggio digitale
- Joshua Smith – assistenza alla registrazione
- Eric Lynn – assistenza alla registrazione
- Eric Cardieux – montaggio digitale
- Christian "Leggy" Langdon – montaggio digitale
- Mark "Spike" Stent – missaggio
- Geoff Swan – assistenza al missaggio
- Stuart Hawkes – mastering

## Classifiche
| Classifica (2014) | Posizione massima |
| ----------------- | ----------------- |
| Australia         | 7                 |
| Belgio (Fiandre)  | 48                |
| Belgio (Vallonia) | 47                |
| Danimarca         | 7                 |
| Francia           | 39                |
| Irlanda           | 57                |
| Paesi Bassi       | 44                |
| Spagna            | 42                |
| Stati Uniti       | 110               |

## Versione di Ed Sheeran e dei Rudimental
Bloodstream è stato rivisitato da Sheeran stesso con la partecipazione del gruppo musicale britannico Rudimental, venendo pubblicato il 27 febbraio 2015 come primo estratto dal secondo album in studio di questi ultimi, We the Generation.

### Concezione
L'11 dicembre 2014, durante lo svolgimento dei BBC Music Awards, Ed Sheeran ha rivelato che una versione remixata di Bloodstream sarebbe stata utilizzata come quarto singolo per la promozione di X. Intervistato da MTV, Sheeran ha spiegato in dettaglio di aver «realizzato un brano con i Rudimental che è in realtà un brano tratto dal mio album. L'abbiamo rifatto ed è pesante, sarà qualcosa di grandioso. Loro [i Rudimental] l'hanno rifatto, sarà una sorta di loro primo singolo tratto dal loro nuovo album».

In un'intervista con il quotidiano britannico The Sun, Leon "DJ Locksmith" Rolle dei Rudimental, riguardo alla collaborazione, ha commentato:

### Video musicale
Il video, diretto da Emil Nava, è stato reso disponibile il 23 marzo 2015 attraverso il canale YouTube di Ed Sheeran e presentato in precedenza durante i YouTube Music Awards. Esso ha come protagonista l'attore Ray Liotta che interpreta il ruolo di una rockstar decaduta che cerca sollievo nell'alcool e nelle donne.
Sei giorni più tardi, i Rudimental hanno pubblicato attraverso il loro canale YouTube il tour video, diretto da Ben Anderson.

### Tracce
CD promozionale (Regno Unito)
1. Ed Sheeran & Rudimental – Bloodstream (Radio Edit) – 3:57
2. Ed Sheeran – Bloodstream (Radio Edit) – 3:54

Download digitale
1. Ed Sheeran & Rudimental – Bloodstream – 5:08
2. Ed Sheeran – I Will Take You Home – 3:58 – presente solo nell'edizione britannica

Download digitale – remix
1. Ed Sheeran & Rudimental – Bloodstream (Arty Remix) – 6:35

### Classifiche
| Classifica (2015) | Posizione massima |
| ----------------- | ----------------- |
| Belgio (Fiandre)  | 82                |
| Irlanda           | 13                |
| Nuova Zelanda     | 2                 |
| Paesi Bassi       | 98                |
| Regno Unito       | 2                 |